# Palm Treo 700wx
Es un teléfono inteligente de la marca estadounidense Palm que funciona en la red inalámbrica CDMA a 850/1900 MHz. El peso del teléfono (PDA) es 181 gramos. Tiene 112 mm de altura, 58 mm de ancho y 23 mm de profundidad. El aparato posee una antena externa.

## Características generales

### Batería
La batería basada en la tecnología Li-Ion (ion de litio) sin efecto de memoria.
Palm Treo 700wx permite hablar hasta 4,5 h cuando en espera puede durar hasta 12,5 días.

### Pantalla
Este PDA posee una pantalla TFT con resolución de 240 x 240 píxeles x 65k colores.

### Memoria
Memoria ROM: 128MB
Memoria RAM: 32MB
Palm Treo 700w dispone de una ranura SD para memoria expandible hasta 4GB.

### Sonidos, notificaciones y alertas
El PDA puede reproducir MP3, tonos MIDI.
En caso si usted está en un lugar público o ruidoso, el teléfono Palm Treo 700w le permite activar el modo de vibración.
El teléfono también está equipado con una función de altavoz.
El volumen de sonido se puede regular tanto desde los menús del aparato, como desde un control de volumen externo.

### Mensajería y otros servicios de conectividad
Navegación WEB: WAP 2.0, NetFront Blazer 4.5
Email: sí
Mensajes: SMS, EMS, MMS.
Conexiones de alta velocidad: 1xRTT, EVDO
Sincronización con PC: sí
Infrarrojo: sí
Bluetooth: sí
USB: sí